# Сямженский районный краеведческий музей
Сямженский районный краеведческий музей — муниципальное бюджетное учреждение культуры «Сямженский районный краеведческий музей», который расположен в селе Сямжа Вологодской области.

## История
С 1988 года на общественных началах стал осуществлять свою работу музей краеведения Сямженского района. Экспонаты для учреждения собирались силами общественников-энтузиастов – учителя, работники культуры и библиотек, комсомольские и партийные труженики. В здании районной библиотеки была оборудована специальная комната для хранения предметов, представляющих историческую ценность.
Музей, как самостоятельное отдельное учреждение, был открыт 4 июня 1991 года в соответствии с решением Президиума районного Совета народных депутатов. В самом начале под учреждение было передано двухэтажное деревянное здание на улице Садовой. Первым руководителем музея стал Владимир Никандрович Соловьев. Он тщательно формировал и пополнял фонды музея. Учредителем музея является Сямженский муниципальный район.

## Строение и помещения музея
Через семь лет сооружение по улице Садовой было признано ветхим. В январе 1999 года учреждение культуры, музей, переехало на второй этаж здания районной библиотеки по улице Советской. Это строение было сооружено в конце 30-х – начале 40-х годов XX века. В разные годы здесь размещались райисполком, поликлиника, СПТУ, детская музыкальная школа. В настоящее время в особняке свою работу ведут районная библиотека и краеведческий музей.

## Экспозиция
В Сямженском краеведческом музее представлены несколько постоянных экспозиций: «Природа», «Солдат и труженик спасли страну», «Археология», «Культура и быт (конец XIX — начало XX вв.)».
Основу экспозиции «Природа края» составляют диорамы — «окна в природу». Здесь представлены более 30 чучел зверей и птиц: глухари, тетерева, заяц, куница, бобр, белка, лиса, медвежонок, енотовидная собака, рябчик, утка-селезень, ястреб-тетеревятник, щука и другие.
«Археология» вводит в курс и обращает внимание на археологические памятники Сямженского края — стоянка, селище, городище. В экспозиции имеется материал из коллекций археологических памятников: эпохи мезолита, позднего неолита, эпохи средневековья. Представлены орудия труда — скребки, проколки, наконечник стрелы, предметы окаменелых горных пород.
Деятельность музея в основном ориентирована на: научно-исследовательскую, научно-фондовую, экспозиционно-выставочную и культурно-просветительскую работу.
Более пяти тысяч единиц хранения в настоящее время зарегистрировано в реестре музея. В наличии примечательные коллекции прялок, самоваров, берестяных изделий, традиционных народных костюмов и городской одежды конца XIX века, русской вышивки. 
Много собрано материалов, документов о годах Великой Отечественной войны, а также о событиях становления Советской власти в крае и о периоде 70-х - 80-х годов XX века.
Ведётся активная и тесная работа с образовательными учреждениями района, районными учреждениями культуры, православным приходом храма Воскресения Христова. Посетителями музея являются заезжие туристы. 10 – 12 различных выставок проводятся сотрудниками музея ежегодно, организованы постоянные выездные мероприятия. По заявкам туристических компаний проводятся экскурсии на тему: «По старым улочкам села» и «По святым местам земли Сямженской».